# Eva Golinger
Eve Winifred Golinger, conocida como Eva Golinger (Nueva York, 19 de febrero de 1973), es una abogada, escritora e investigadora estadounidense nacionalizada venezolana por matrimonio y jus sanguinis. En la actualidad está dedicada a la investigación sobre la que considera injerencia de Estados Unidos en Venezuela y otros países de Latinoamérica. Autora de El código Chávez (2005) y Bush vs. Chávez: la guerra de Washington contra Venezuela, sus libros han sido traducidos al inglés, francés, alemán e italiano.
Nacida en Nueva York pero de familia venezolana, vivió varios años en Mérida (Venezuela) antes de la ascensión al poder del presidente Hugo Chávez. En 2009 ganó el Premio Internacional de Periodismo del Club de Periodistas de México A.C.

## Carrera
Especializada en derechos humanos internacionales y derecho de inmigración. Maneja un bufete que se especializa en validar visas para artistas y personas destacadas en sus respectivas carreras. Es editora del Correo del Orinoco. Aboga para la aplicación del derecho internacional en los Estados Unidos. Se recibió de doctora en jurisprudencia (Juris Doctor) en la Facultad de Derecho de la Universidad de la Ciudad de Nueva York y de la Universidad de Nuevo México. Sirvió en la Corte de Justicia del Estado de Nueva York y fue miembro de la Asociación de Mujeres de la Corte de Nueva York. Es licenciada en artes por la Universidad Sarah Lawrence, Bronxville (Nueva York) y traductora certificada de español-inglés e inglés-español, además de defensora certificada para asistencia y servicios a víctimas, Westchester, NY.
Ha recibido la Condecoración Gran Cóndor en su Primera Clase, el Botón de Honor de la Infantería del Ejército Venezolano, la orden Guaraira Repano en su Primera Clase, la Orden Sol de Taguanes en su Segunda clase, dos Premios Nacionales del Libro, el Premio Nacional de Comunicación Alternativa y Comunitaria del Ministerio del Poder Popular para la Comunicación e Información y el Premio Municipal del Libro.
Actualmente es investigadora del Centro Internacional Miranda (CIM), cofundadora y directora general de la Fundación Centro de Estudios Estratégicos (CESE) en Caracas y presentadora del programa "Detrás de la noticia" en la cadena de televisión RT en español.  Actualmente vive en Nueva York, siendo una destacada defensora del proyecto político de Chávez basada en sus investigaciones. Ha realizado contribuciones a sitios web como Aporrea y rebelión.org.

## Controversias
Después de haber criticado al presidente de Venezuela Nicolás Maduro cuando acudió a la Asamblea General de las Naciones Unidas de 2018, expresando por Twitter que “Maduro fue volando a Nueva York cuando Trump dijo impulsivamente que estaría dispuesto a reunirse con él y ahora ni siquiera tiene planeado verlo", el vicepresidente del partido de gobierno (PSUV) y "segundo del chavismo" Diosdado Cabello la acusó de ser una "agente del imperialismo".

## Libros
- El Código Chávez: Descifrando la Intervención de Estados Unidos en Venezuela (2005)
- Bush vs. Chávez: la Guerra de Washington contra Venezuela (2006)
- La Telaraña Imperial, Enciclopedia de Injerencia y Subversión (2009)
- Confidante of 'Tyrants': The Story of the American Woman Trusted by the US's Biggest Enemies (2019)